# Live (album d'Eloy)
Albums de Eloy
Ocean
(1977) Silent Cries and Mighty Echoes
(1979)
Live ou Eloy Live est le septième album , le premier enregistré en public, du groupe de rock progressif allemand Eloy. Il parut en juillet 1978 sur le label EMI / Harvest Records et fut produit par le groupe.

## Historique
Cet album fut enregistré lors de la tournée allemande effectuée en mars 1978 pour promouvoir l'album Ocean. Il comprend pour la plupart des titres des extraits des deux deniers album du groupe, Dawn et Ocean. Mutiny provient de Power and the Passion et Inside de l'album Inside.
L'album fera une brève apparition d'une semaine dans les charts allemands, se classant à la 35e place début août 1978.
Eloy Live ne sera disponible en compact disc qu'en 2004, sous forme d'un unique CD sans titres bonus.

## Liste des titres

### Disque 1
Face 1
| No | Titre                | Auteur    | Musique          | Durée |
| -- | -------------------- | --------- | ---------------- | ----- |
| 1. | Poseidon's Creation  | Rosenthal | Eloy 1976 - 1978 | 11:37 |
| 2. | Incarnation of Logos | Rosenthal | Eloy 1976 - 1978 | 8:46  |

Face 2
| No | Titre                       | Auteur    | Musique          | Durée |
| -- | --------------------------- | --------- | ---------------- | ----- |
| 1. | The Sun-Song                | Rosenthal | Eloy 1976 - 1978 | 8:30  |
| 2. | The Dance In Doubt and Fear | Rosenthal | Eloy 1976 - 1978 | 7:36  |

### Disque 2
Face 1
| No | Titre                            | Auteur                    | Musique          | Durée |
| -- | -------------------------------- | ------------------------- | ---------------- | ----- |
| 1. | Mutiny                           | Bornemann / Gordon Bennit | Eloy 1975        | 9:56  |
| 2. | Gliding Into Light and Knowledge | Rosenthal                 | Eloy 1976 - 1978 | 4:24  |
| 3. | Inside                           | Borneman                  | Eloy 1973        | 6:34  |

Face 2
| No | Titre                                                           | Auteur    | Musique          | Durée |
| -- | --------------------------------------------------------------- | --------- | ---------------- | ----- |
| 1. | Atlantis' Agony at June 5th - 8498, 13 P.M. Gregorian Earthtime | Rosenthal | Eloy 1976 - 1978 | 20:54 |

Formations
- Eloy 1973: Frank Bornemann, Fritz Randow, Manfred Wieczorke, Wolfgang Stöcker
- Eloy 1975: Frank Bornemann, Fritz Randow, Manfred Wieczorke, Luitjen Janssen, Detlev Schwaar
- Eloy 1976 - 1978: Frank Bornemann, Klaus-Peter Matziol, Detlev Schmidtchen, Jürgen Rosenthal

## Musiciens
- Frank Bornemann: chant, guitares
- Klaus-Peter Matziol: basse, chœurs
- Detlev Schmidtchen: claviers
- Jürgen Rosenthal: batterie, percussions, narration

## Charts
| Pays      | Durée du classement | Meilleur classement |
| --------- | ------------------- | ------------------- |
| Allemagne | 1 semaine           | 35e                 |